# Övre göl
Övre göl är en sjö i Västerviks kommun i Småland och ingår i Botorpsströmmens huvudavrinningsområde. Sjön har en area på 0,065 kvadratkilometer och ligger 21,2 meter över havet.

## Delavrinningsområde
Övre göl ingår i det delavrinningsområde (639672-153843) som SMHI kallar för Mynnar i Maren. Medelhöjden är 45 meter över havet och ytan är 13,87 kvadratkilometer. Räknas de 3 avrinningsområdena uppströms in blir den ackumulerade arean 27,51 kvadratkilometer. Sundsholmsbäcken som avvattnar avrinningsområdet har biflödesordning 2, vilket innebär att vattnet flödar genom totalt 2 vattendrag innan det når havet efter 12 kilometer. Avrinningsområdet består mestadels av skog (71 %) och jordbruk (16 %). Avrinningsområdet har 0,75 kvadratkilometer vattenytor vilket ger det en sjöprocent på 5,4 %.